# Станкович, Филип
Фи́лип Ста́нкович (серб. Филип Станковић; род. 25 февраля 2002, Рим, Италия) — сербский футболист, вратарь итальянского клуба «Венеция». Отец — Деян Станкович, также был футболистом.

## Клубная карьера
Воспитанник миланского «Интера». В сентябре 2020 года присоединился к основной команде клуба. В августе 2021 года отправился в аренду в нидерландский «Волендам». Дебютировал в Эрстедивизи 6 августа 2021 года в матче с «Эйндховеном». В Кубке Нидерландов сыграл в матче против «Эммена». В сезоне 2021/22 «Волендам» вышел в Эредивизи. Летом 2022 года арендное соглашение было продлено ещё на один сезон. Филип дебютировал в первом туре в матче против «Гронингена», пропустив 2 мяча.
После выступления в большинстве предсезонных матчей «Интернационале» из-за ухода Андре Онана в «Манчестер Юнайтед», Станкович был арендован на один сезон клубом «Сампдория».

## Карьера в сборной
Играл за команды Сербии (до 17) и (до 19).